# Campeonato Asiático de Clubes de Voleibol Feminino de 2022
O Campeonato Asiático de Clubes de Voleibol Feminino de 2022 foi a 22.ª edição deste torneio organizado anualmente pela Confederação Asiática de Voleibol (AVC), disputado entre os dias 24 e 30 de abril na Abay Arena Cultural and Sports Complex, localizada na cidade de Semei, no Cazaquistão.
Na final cazaque, o Kuanysh derrotou o Altay VC por 3 sets a 2 e conquistou o primeiro título continental de sua história. Na disputa pelo terceiro lugar, o Diamond Food VC, da Tailândia, venceu o Barij Essence, do Irã, por 3 sets a 1. A levantadora sérvia Aleksandra Ćirović foi eleita a melhor jogadora do torneio.

## Fomarto de disputa
O torneio foi divido na fase classificatória e na fase final. A fase classificatória foi disputada em turno único, com todas as equipes se enfrentando. A fase final foi constituída pela disputa do terceiro lugar, entre a terceira e quarta equipe melhor classificada na fase classificatória, e a disputa pelo título, entre a primeira e segunda equipe melhor classificada na fase classificatória.

### Critérios de desempate
1. Número de vitórias
2. Número de pontos
3. Sets average
4. Pontos average

- Partida com resultado final 3–0 ou 3–1: 3 pontos para o vencedor e 0 pontos para o perdedor.
- Partida com resultado final 3–2: 2 pontos para o vencedor e 1 ponto para o perdedor.

## Equipes participantes
As seguintes equipes foram selecionadas a competir o torneio:
| Equipe           | País        | Qualificação                                   |
| ---------------- | ----------- | ---------------------------------------------- |
| Altay VC         | Cazaquistão | Campeão da Liga A Cazaque de 2021–22           |
| Kuanysh          | Cazaquistão | Terceiro colocado da Liga A Cazaque de 2021–22 |
| Diamond Food VC  | Tailândia   | Campeão da Liga A Tailandesa de 2021–22        |
| Barij Essence    | Irão        | Campeão da Liga A Iraniana de 2020–21          |
| Jizzakh State PI | Uzbequistão |                                                |
| Quirguistão      | Quirguistão |                                                |

## Local das partidas
| Semei, Cazaquistão                     |
| Abay Arena Cultural and Sports Complex |
| -------------------------------------- |
| Semei                                  |
| Capacidade: 5 000                      |

## Fase classificatória

### Grupo único
|     |                  |     | Jogos | Jogos | Jogos | Pontos | Pontos | Pontos | Sets | Sets | Sets   |
| Pos | Equipe           | Pts | T     | V     | D     | V      | P      | R      | V    | P    | R      |
| --- | ---------------- | --- | ----- | ----- | ----- | ------ | ------ | ------ | ---- | ---- | ------ |
| 1   | Altay VC         | 15  | 5     | 5     | 0     | 396    | 220    | 1.800  | 15   | 1    | 15,000 |
| 2   | Kuanysh          | 12  | 5     | 4     | 1     | 423    | 285    | 1.484  | 13   | 4    | 3.250  |
| 3   | Diamond Food VC  | 9   | 5     | 3     | 2     | 366    | 301    | 1.216  | 10   | 6    | 1.667  |
| 4   | Barij Essence    | 6   | 5     | 2     | 3     | 289    | 311    | 0.929  | 6    | 9    | 0.667  |
| 5   | Jizzakh State PI | 3   | 5     | 1     | 4     | 206    | 371    | 0.555  | 3    | 13   | 0.231  |
| 6   | Quirguistão      | 0   | 5     | 0     | 5     | 205    | 387    | 0.530  | 1    | 15   | 0.067  |

### Resultados
- Todas as partidas em horário local.

| Data   | Hora  |                  | Placar |                  | Set 1 | Set 2 | Set 3 | Set 4 | Set 5 | Total  | Relatório |
| ------ | ----- | ---------------- | ------ | ---------------- | ----- | ----- | ----- | ----- | ----- | ------ | --------- |
| 24 abr | 11:00 | Jizzakh State PI | 0–3    | Diamond Food VC  | 8–25  | 8–25  | 10–25 |       |       | 26–75  | Relatório |
| 24 abr | 14:00 | Altay VC         | 3–1    | Kuanysh          | 25–18 | 20–25 | 25–19 | 25–19 |       | 95–81  | Relatório |
| 24 abr | 17:00 | Quirguistão      | 0–3    | Barij Essence    | 14–25 | 14–25 | 7–25  |       |       | 35–75  | Relatório |
| 25 abt | 11:00 | Diamond Food VC  | 1–3    | Kuanysh          | 25–22 | 13–25 | 27–29 | 29–31 |       | 94–107 | Relatório |
| 25 abr | 14:00 | Jizzakh State PI | 0–3    | Barij Essence    | 20–25 | 15–25 | 16–25 |       |       | 51–75  | Relatório |
| 25 abr | 17:00 | Altay VC         | 3–0    | Quirguistão      | 25–9  | 25–5  | 25–13 |       |       | 75–27  | Relatório |
| 26 abr | 11:00 | Barij Essence    | 0–3    | Diamond Food VC  | 22–25 | 20–25 | 21–25 |       |       | 63–75  | Relatório |
| 26 abr | 14:00 | Kuanysh          | 3–0    | Quirguistão      | 25–12 | 25–8  | 25–12 |       |       | 75–32  | Relatório |
| 26 abr | 17:00 | Jizzakh State PI | 0–3    | Altay VC         | 4–25  | 11–25 | 11–25 |       |       | 26–75  | Relatório |
| 28 abr | 11:00 | Diamond Food VC  | 3–0    | Quirguistão      | 25–7  | 25–14 | 25–10 |       |       | 75–31  | Relatório |
| 28 abr | 14:00 | Barij Essence    | 0–3    | Altay VC         | 11–25 | 9–25  | 10–25 |       |       | 30–75  | Relatório |
| 28 abr | 17:00 | Kuanysh          | 3–0    | Jizzakh State PI | 25–4  | 25–6  | 25–8  |       |       | 75–18  | Relatório |
| 29 abr | 11:00 | Altay VC         | 3–0    | Diamond Food VC  | 25–12 | 25–20 | 26–24 |       |       | 76–56  | Relatório |
| 29 abr | 14:00 | Quirguistão      | 1–3    | Jizzakh State PI | 16–25 | 20–25 | 25–12 | 19–25 |       | 80–87  | Relatório |
| 29 abr | 17:00 | Barij Essence    | 0–3    | Kuanysh          | 16–25 | 16–25 | 17–25 |       |       | 49–75  | Relatório |

## Fase final

### Terceiro lugar
| Data   | Hora  |                 | Placar |               | Set 1 | Set 2 | Set 3 | Set 4 | Set 5 | Total | Relatório |
| ------ | ----- | --------------- | ------ | ------------- | ----- | ----- | ----- | ----- | ----- | ----- | --------- |
| 30 abr | 11:00 | Diamond Food VC | 3–1    | Barij Essence | 20–25 | 25–15 | 25–11 | 25–21 |       | 95–72 | Relatório |

### Final
| Data   | Hora  |          | Placar |         | Set 1 | Set 2 | Set 3 | Set 4 | Set 5 | Total   | Relatório |
| ------ | ----- | -------- | ------ | ------- | ----- | ----- | ----- | ----- | ----- | ------- | --------- |
| 30 abr | 14:00 | Altay VC | 2–3    | Kuanysh | 26–24 | 25–21 | 28–30 | 23–25 | 6–15  | 108–115 | Relatório |

## Classificação final
| Posição | Equipe           |
| ------- | ---------------- |
| 1       | Kuanysh          |
| 2       | Altay VC         |
| 3       | Diamond Food VC  |
| 4       | Barij Essence    |
| 5       | Jizzakh State PI |
| 6       | Quirguistão      |

|  | Equipe classificada para o Campeonato Mundial de Clubes de 2022 |

## Premiações
| Campeonato Asiático de Clubes de 2022 |
| Cazaquistão                           |
| ------------------------------------- |
| Kuanysh Campeão (1.º título)          |

### Individuais
As atletas que se destacaram individualmente foramː
| - Most Valuable Player (MVP) Aleksandra Ćirović - Melhor Oposta Tatyana Aldoshina - Melhor Levantadora Danica Radenković - Melhor Líbero Sabira Bekisheva | - Melhores Ponteiras Sana Anarkulova Kristina Anikonova - Melhores Centrais Sasiwimon Sangpan Karyna Denysova |